# Msza Bolseńska
Msza Bolseńska (tytuł zapisywany również jako Msza bolseńska) – malowidło ścienne namalowane przez Rafaela i jego uczniów. Znajduje się w Stanza di Eliodoro w Pałacu Apostolskim w Watykanie.
Freski w Stanza di Eliodoro zostały namalowane w latach 1511–1514 na zlecenie papieża Juliusza II. Obok Mszy Bolseńskiej w skład fresków w tej sali wchodzą również: Wypędzenie Heliodora ze świątyni, Uwolnienie świętego Piotra z okowów i Spotkanie papieża Leona I z Attylą. Ponadto salę zdobią malowidła na sklepieniach przedstawiających historię ze Starego Testamentu oraz kariatydy przedstawiające bogactwo Państwa Kościelnego. Msza Bolseńska miała stanowić hołd Urbanowi IV, który po cudzie w Bolsenie ustanowił Uroczystość Najświętszego Ciała i Krwi Chrystusa. Fresk został ukończony w 1512 roku.
Fresk przedstawia cud, do którego miało dojść w 1263 roku w Bolsenie. Podczas mszy świętej znajdująca się w korporale historia miała zacząć krwawić. Na malowidle Rafael umieścił wiele postaci, które sprawują różne funkcje podczas nabożeństwa. Wszystkich jednak łączy pragnienie pokuty. Odprawiający nabożeństwo kapłan jest przerażony, zdaje sobie sprawę, iż przed wiernymi pokazał się jako człowiek wątpliwy. Przed ołtarzem klęczy papież Urban IV, który ma rysy papieża Juliusza II. Po prawej stronie umieszczono postacie towarzyszące Urbanowi IV: kapłanów (wśród nich został rozpoznany Raffaele Sansoni Riario), lektykarzy oraz żołnierzy z Gwardii Szwajcarskiej. Urban IV i chroniąca go Gwardia Szwajcarska wykazują skupienie i spokój. Na dole po lewej stronie znajdują się kobiety. Jedna z nich trzyma w ramionach dziecię i słucha sąsiadki, relacjonującej wypadek, który zdarzył się na ołtarzu. Ze względu na to, że na dole ściany znajduje się wycięcie, Rafael namalował po bokach stopnie, które pozwoliły umiejscowić ołtarz na podwyższeniu. W porównaniu do innych fresków z Stanza di Eliodoro Rafael zastosował bogatszą paletę barw, nie stroniąc od czerwieni, żółcieni, błękitów i soczystej zieleni. Ze względu na zastosowanie odmiennej kolorystyki podejrzewano, że pracując nad freskiem Rafael współpracował z pewnym malarzem z Wenecji. Wśród malarzy weneckich typowano m.in. Sebastiana del Piombo i Lorenza Lotto.
Dzieło zostało opisane przez Vasariego w Żywotach najsławniejszych malarzy, rzeźbiarzy i architektów.